# Школско развојно планирање
Школско развојно планирање је стратешки процес континуираног планирања у школама и основа за остваривање неопходних промена у свим сегментима школског живота. Даје подршку професионалном развоју наставника која се у школама остварује путем различитих организационих облика Инсета, а квалитет рада наставника се одређује помоћу професионалних компетенција. То је стваралачки процес који подразумева препознавање аутентичних потреба школе, а састоји се у истраживању тих потреба и осмишљавању начина да се оне задовоље. Овај процес се одвија од садашњег до жељеног стања, тако да се стратешки правци, циљеви и задаци њиме одређени, одвијају постепено, један за другим. Све ово захтева стрпљење и ангажовање већине актера школског живота, а промене траже детаљну анализу и прерасподелу улога и задатака школе и запослених у образовању. Школа постаје јединица промене јер све њене интересне групе граде и развијају заједничку мисију и визију којој теже. Реформа образовања отвара простор за активно учешће заинтересованих за процес образовања, подстиче аутономију школе и обезбеђује услове за квалитет исхода образовања.

## Потреба за развојним планирањем
Школа представља значајну друштвену институцију, те је непрекидно изложена посматрању и критици своје околине. Околина процењује да ли је школа добра или не, а сама школа, како би одговорила захтевима друштва, мора да следи промене у том друштву; у идеалном случају и иде испред њих. При томе, школа је изложена притисцима и споља и изнутра. Друштвене промене одређују и понашање, мотивацију и комуникацију ђака. Наставници очекују побољшање свог професионалног положаја, док су очекивања родитеља углавном хетерогена. Држава у извесној мери путем законских одредби поставља одређене захтеве и ограничења. Такође, јавља се и потреба за увођењем нових знања, с обзиром на рапидно напредовање науке и других области људског живота. Потреба за развојним планирањем се јавља онда када ти притисци нарасту и учесници школског живота постану свесни неопходности промена. Развојно планирање омогућава школама да саме буду иницијатори и актери таквих промена, чиме се постиже и извесна аутономија. То је у складу са стратегијом реформе образовања која тежи децентрализацији и деполитизацији система образовања. Постоји потреба и да тај систем буде ефикасан, креативан, усмерен на (доживотно) учење и заснован на исходима који проистичу из стандарда образовања. Такав систем би промовисао културу евалуације и квалитетан програм. Према једној дефиницији, школско развојно планирање је скуп корака који помажу школама да постигну предност у будућности.

## Карактеристике развојног плана
Термин „развојно“ се односи на дужину и одвијање процеса планирања. Наиме, предвиђено је да се школа мења из године у годину, евалуира добијене резултате и поставља нове циљеве. Тиме се подиже и ниво њених аспирација. Иако је школа у овом случају иницијатор, носилац активности, промотер и евалуатор сопственог развоја, не очекује се да ће се школа ослањати искључиво на сопствене капацитете, већ ће сарађивати са свим релевантним партнерима. Механизам би требало да подразумева демократски приступ кроз договор свих интересних група, где ће подела улога и одговорности бити заједничка. Процес развојног планирања се одвија кроз фазе, али динамика може да се разликује од школе до школе. Такође, није неопходно да фазе имају тачан редослед, нити једнако трајање, али је добро да се све реализују. Фазе су:
- фаза артикулације подразумева учешће свих интересних група у договору у вези са областима које је потребно променити;
- фаза контакта и договора је кључна за успостављање партнерских односа школе и саветника за развој школе;
- фаза дијагнозе има за циљ откривање постојећег стања у школи како би се одредиле области где су промене потребне;
- фаза одређивања тежишта промене подразумева детектовање приоритета и дефинисање циљева;
- фаза планирања се односи на одређивање задатака, рокова, носиоца активности, критеријум успеха и начина евалуације;
- фаза реализације, као што јој сам назив каже је она у којој се реализују активности које су у претходним фазама договорене;
- фаза евалуације има за циљ вредновање онога што је постигнуто. Ова фаза се планира и због евентуалних накнадних корекција.

Сам развој школе одвија се у три нивоа. Дугорочни ниво би подразумевао визију коју има управни орган школе, као и коначне циљеве. Краткорочни би био годишњи план, разрађен и детаљан, а који би конкретизовао средњи корак кроз акције, праћење и процену. Средњи корак би се састојао у тро- или пето-годишњем плану који би садржавао стратегију развоја. Конкретно, циљеви развојног планирања се остварују путем пројеката око којих се окупљају тимови. Осим пројеката, развојни план укључује и све нивое планирања — од глобалног до оперативних планова сваког наставника. Он је заправо основа, односно оквир сваког планирања у школи. То овај план чини комплексним, са међусобно зависним елементима који га чине. Међутим, развојни план нема чврсту структуру, односно флексибилан је и подложан променама. Подразумева се да се не може баш све испланирати унапред. Такође, неке студије указују да формално планирање може да доведе до немогућности дугорочног сагледавања, нефлексибилности, па и до губитка времена и ресурса. У прилог томе су и тврдње да су најуспешнији развојни планови базирани на флексибилним поставкама за активности које подразумевају сарадњу. Вероватно је и да постоји велики број различитих школских развојних активности поред оних дефинисаних званичним развојним планом. Оне могу бити осмишљене у самој школи или уведене као одговор на националне и локалне иницијативе. С обзиром да се свака етапа евалуира, процена може утицати на наредне кораке. То значи да се планирање не завршава пред реализацију, већ се може наставити и након ње. У току развојног планирања могу настати проблеми, али је препорука да се они не схватају као резултат лошег планирања, већ као шанса за промену и тако и развој.

### Самовредновање и развојно планирање
Процеси развојног планирања и самовредновања су два међусобно повезана процеса који следе један из другог. Заправо, процес (само)вредновања би требало да претходи процесу развоја, али у Србији је процес вредновања уведен четири године касније, јер је Светска банка условила увођење развојног планирања како би пружила материјалну подршку. Спровођење процеса самовредновања у школама је потребно како би се стекао увид које области у датој школи су њена јача страна, а које су оне које треба унапредити. Оба процеса је објективно тешко реализовати без квалитетног тимског рада, па је први корак избор тима који ће у сарадњи са наставницима изабрати кључну област или више њих, а које ће се вредновати. Веома је важно да школа изради сопствене процедуре и план за самовредновање, у чему могу да помогну приручници. Свака кључна област има своја подручја вредновања која конкретизују те области и показатеље који ближе одређују садржаје и активности које се вреднују. Следећи корак треба да пружи одговоре на питања како доћи до доказа, односно које су технике и инструменти који ће се користити, као и на који начин и од кога ће се тражити мишљење. Након тога следи обрада и анализа добијених резултата. Важно је у школи обезбедити анонимност података, начин чувања, а посебно предупредити злоупотребу и отворено рангирање појединаца. Важно је и упознати учеснике са добијеним подацима кроз извештавање. Извештаји би требало да садрже и предложене мере за унапређење у оним делатностима у којима је то неопходно, а показало се као приоритет. Те мере су полазна тачка акционог плана којим се унапређује рад школе у конкретној области и он може бити саставни део школског развојног плана. С обзиром на разлике у капацитетима школа за развојно планирање, за самоанализу и спровођење реформских процеса, искуства у Хрватској су показала да је била потребна ревизија процеса самоевалуације који су стручњаци припремили и наменили за основне школе. Циљ овога је био побољшање квалитета образовања. У Србији, с обзиром да је процес самовредновања каснио за процесом развоја, самоевалуација за потребе израде развојног плана се спроводила на основу процене запослених, без утврђених критеријума и уз помоћ предложених техника за анализу стања у школама, попут „дрвета проблема“.

### СВОТ анализа
За потребе развојног планирања потребно је урадити и тзв. СВОТ анализу. То је аналитички оквир менаџмента, који примењен на школске услове омогућава откривање јаких и слабих страна, а на темељу релевантних информација о самој школи и њеној околини. Ова анализа је практична пре свега због своје једноставности. Представљена је матрицом од два пута два поља са елементима: снаге, слабости, могућности и опасности. Прва два елемента су интерни и на њих школа може да утиче, али су друга два екстерни и на њих не може. Снаге су фактори које неким областима дају предност. Приликом разматрања снага, постављају се питања зашто је добро бити ученик те школе и шта је потребно и даље неговати и развијати. То може да буде било шта; компетентни наставници, добра сарадња са неким институцијама, добре идеје за ваннаставне активности итд. Слабе стране су препреке у развитку школе, попут слабе опремљености кабинета или њиховог недостатка. Могућности су прилике ван школе које се могу искористити, попут медијске подршке, на пример. Опасности су, напротив, негативни ефекти ван школе, попут неинформисаности или недовољне подршке социјалних партнера. Након урађене анализе, потребно је уклонити слабости, а сама анализа може временом и да се понови.

### Инклузивни развојни план школе
Као посебан развојни план се издваја тзв. инклузивни. Термин „инклузија“ у школској пракси се најчешће односи на обезбеђивање наставе деци са посебним потребама уз осталу децу, мада се може схватити и шире, као образовање све деце и младих људи. Ово је у вези и са њиховом расном или етничком припадношћу, полом, брачним стањем и уопште породичним статусом, сексуалном оријентацијом, старошћу и религијским уверењима. Циљ је да се образовање учини доступним свима и да се развије осећај припадности. Приликом спровођења инклузије, од помоћи може да буде документ „Индекс за инклузију“ који предлаже да израда развојног плана буде једна од фаза. Ово би подразумевало да се оквири овог документа уведу и у развојни план. То значи да ће инклузија или бити једна од низа активности у развојном плану или ће комплетан план бити обликован према „Индексу“. Као што се развојни планови разликују од школе до школе у погледу предвиђеног трајања, али и дубине до које иду, тако и инклузија може да изазове велике промене у начину рада комплетног колектива и ученика, али и сасвим мале. Она може да измени политику, културу и праксу у односима више него било који конкретније издвојен приоритет или само да утиче на рад и однос једног наставника, односно члана колектива. Рад с „Индеском“ пружа могућност да се процени начин на који се у школи одвија процес развоја, јер се школе међусобно разликују у значајној мери по свом приступу развојном планирању. Неке укључују велики број људи који заједно раде на релативно систематичан начин, док у другим ради мали број људи који покушавају да одговоре захтевима инспектора. Ипак, препорука је да у рад на инклузивном развојном плану, осим уобичајеног тима, буду укључени и директор и руководеће особље у школи. Такође, овом тиму би требало да припада и координатор за подршку учењу и координатор за децу која уче енглески језик као допунски. Сам тим би требало да одржава полни и национални састав школе. Величина и састав групе би зависили од школе, а у већим школама сваки одсек би могао да има свој тим за планирање. Једна од идеја је да се укључи „критички пријатељ“, а што су неке школе радиле. То је особа ван школе, која познаје ту школу и која учествује у процесу од почетка. Њен смисао је да пружи подршку, али и да подстиче размишљање у другим правцима. Добро је да та особа ужива поверење запослених у школи и да је упозната са Индексом. Таква особа је најчешће наставник или стручни сарадник из друге школе или неке институције.

## Развојно планирање у појединим државама
У готово свим државама западне Европе овај концепт је заступљен од деведесетих година 20. века. Уопште у европским школама у том периоду присутан је тренд децентрализације образовног система. Са овим изазовом, различите земље су се суочиле на различите начине. Битан корак је подршка школама да преузму нове улоге и одговорност за сопствени развој. Могућност да се та подршка реализује је развојно планирање. Овај процес није ограничен само на Европу, па је тако као пракса усвојен и на пример у Кини, Хонгконгу, Пакистану, Уједињеним Арапским Емиратима, али и Тринидад и Тобагу. Даље у тексту су дати примери школског развојног планирања како у развијеним европским, тако и у земљама у транзицији.

### Литванија
С обзиром да је земља у транзицији, на образовни систем у Литванији су утицале развијеније западне земље. Та чињеница, као и демографски проблем са којим се суочава та земља, одредиле су и профил развојног планирања. Битно је нагласити да се промене у образовном систему уводе поступно и ако већина школа усвоји новину, она постаје обавезна за све. Развојно планирање је отпочело 1994. Школе се добровољно укључују у процес, а на иницијативу директора, при чему добијају обуку током које одређују мисију, визију, приоритете, циљеве и активности. Заједнички циљ је да се ученици обуче да функционишу у савременом информатичком друштву. Након обуке, школе реализују пројекте. Као мера успешности урађеног је број уписаних ђака у школи. На овај начин, школе су добиле аутономију и постоје јасне разлике између њих. Интердисциплинарност и тимски рад су постали уобичајена школска пракса. Школе су се оспособиле за проналажење спонзора који финансијски помажу пројекте, што утиче на растерећење државног буџета. Гимназија „Качалов“ је у оквиру развојног планирања увела нове предмете у школу који су изборни или факултативни. Неки од њих су култура језика, историја театра и здрав животни стил. У развојном планирању су учествовали и ђаци, па су основали ђачки парламент, дебатни клуб и школски лист који сами уређују. Као последица ових новина, гимназија је повећала број уписаних ђака.

### Швајцарска
У Швајцарској је образовни систем децентрализован и сваки од 26 кантона је аутономан. Та аутономија се огледа и у спровођењу реформи школства и у законским регулативама. У просвету се улагало много, што је довело до добре инфраструктуре установа и савремене наставе, а плате просветних радника су високе. Уз то, број ученика по одељењу је релативно мали. Велика пажња се посвећује функционалности простора за учење, као и уређењу тог простора и његовој опремљености наставним средствима, стручном усавршавању наставника, њиховом тимском раду, праћењу индивидуалних постигнућа ученика, посебно из предмета енглески језик. Пажња је усмерена и на афирмацију школа, односно њихову промоцију. У Циришком кантону постоје два начина да се школа укључи у развојно планирање, а што зависи од иницијатора. У једном случају, иницијатор је сам колеткив школе, а у другом, институција за подршку школама. Процес ће започети уколико има подршку две трећине наставника. Када једном започну развојно планирање, наставници могу очекивати помоћ саветника у било којој од фаза. Планови се доносе за период од три или више година и у току сваке, реализује се један или више пројеката. Неки од њих су „Учим од старијег друга“, „Мултимедија“, „Ученички парламент“ итд. Области које се најчешће унапређују су сарадња са окружењем, професионално оснаживање наставника, афирмација ученичког стваралаштва, укључивање родитеља као сарадника, изједначавање услова школовања за сву децу, као и оспособљавање ученика за самосталан рад. Пример развојног планирања у овој земљи је школа у Негифелду, односно Винтертуру, која школује ученике до шестог разреда. Визија ове школе је да буде иновативна и да сарађује са родитељима. Ова сарадња се одвија вишеструко; преко опремања информатичког кабинета до укључивања родитеља у ваннаставне и наставне активности. Оно по чему је школа специфична је то што реализује наставу на енглеском језику из свих предмета и од почетка школовања. Како би се то омогућило, наставници имају обезбеђених осамдесет часова годишње за стручно усавршавање језика, а и недељу дана не раде у настави, већ уместо њих то чине студенти, како би тимски радили на развоју школе. Стручно усавршавање подразумева курсеве у Уједињеном Краљевству и Канади, као и помоћ стручњака из тамошњег центра за стручно усавршавање. На крају сваке године се врши евалуација уз помоћ инструмената које доноси представник Министарства просвете за тај кантон. Министарство обезбеђује евалуациони тим, али и општина. Иако су родитељи и министар показали задовољство овим пројектом, наставници су указали и на неке проблеме. Потребно им је додатно усавршавање енглеског језика, а тешко налазе и материјале на том језику за рад на часу. Такође, пошто одељења нису паралелна, подела послова није могућа. Наставници су закључили да је пројекат сувише амбициозан.

### Аустрија
У Аустрији постоји тренд да се постигне већа аутономија школе и развојно планирање је један од начина да се то и постигне. Обавезно школовање је прописано за узраст од шест до петнаест година, са тим да у четвртом разреду разредни старешина одлучује да ли ће ђак наставити школовање у општеобразовној школи (AHS Gimnasium) или вишој основној школи (Hauptschule). Проблеми са којима се суочава аустријско школство су све већи број деце чији матерњи језик није немачки и незадовољство родитеља што 70% ученика похађа гимназије, док остатак иде у стручне школе. Парламент и Министарство просвете су покренули развој школа, на чијој примени се ради на нивоу региона. Од 1999. у овој земљи школско развојно планирање има своју презентацију на интернету. Успех оваквог планирања се објашњава кроз већу аутономију школа и разноврсност програма. Такође, имплементиран је у законске оквире. Просветни радници у Аустрији увиђају значај оваквог планирања. Приоритет им је постављање циљева. Schulverbund у Грацу је средња школа, комбинација општеобразовне и стручне школе, која је уз помоћ развојног планирања постала огледна. У току године постоје периоди када ученици не похађају редовну наставу, већ раде на пројектима које изаберу. Један од њих је нови предмет, социјално васпитање, чији је циљ побољшање социјалних вештина ученика, пре свега комуникације, кооперације и толеранције. Рад у оквиру предмета је осмишљен кроз радионице, дискусије и дебате. Ученици воде локалне акције за помоћ болеснима. Деца са посебним потребама иду у ову школу заједно са осталом децом. Такође, развијен је и програм за финансирање из буџета школе и издваја се 15% средстава за њен развој. И у AHS гимназији у Бечу ученици у оквиру задатог градива сами бирају активности у којима ће учествовати. У посебним пројектима, сваки део школе је адаптиран за потребе ученика, па тако рецимо постоји „кутак за девојчице“. Занимљив је и пример још једне школе у Бечу, „Berta Vonsurper“, чије се просторије налазе на броду. У оквиру школског развојног планирања, колектив је увео да часови трају 40 минута, а преосталих пет се користи за потребе посебног предмета под називом „ко-ко-ко“. Циљ предмета је да обучи ученике да раде пројекте и они су по неколико недеља ангажовани на активностима које су сами осмислили. Ученици и наставници више школа су иницирали отварање регионалног центра „Langek“, а са циљем пружања подршке развоју школа. У току прве две године су га финансирали наставници, а од 1989. у финансирање се укључило и тамошње министарство. Овај центар је осмишљен тако да приказује аутентичан сеоски ентеријер с почетка 20. века. У свом склопу нуди стручну библиотеку, бесплатне радне листове и семинаре. Њихово искуство је показало да већа компетенција наставника повећава и њихов углед, као и мотивацију за даљим усавршавањем.

### Шкотска
Шкотска влада је 1993. сачинила документ „Школски развојни планови у Шкотској“, који представља упутство за школско развојно планирање, али и отворено писмо свим заинтересованим, односно позив за сарадњу и усавршавање предлога за развојно планирање. Већина школа је пружила подршку овим предлозима али и пракси, наглашавајући да је школско развојно планирање у овој земљи већ добро утемељено. Искуства школа су показала да је оптимално да овај план буде урађен за период од три године, са тим да се прва година уради детаљно и да свака школа има рок до кога ће донети свој развојни план. Школе су одобриле и предложену форму плана, Thorpe Primary Schoolкао и његов садржај, а посебно учешће родитеља и школских одбора. Сугестије школа су да улоге учесника буду боље разјашњене и да се ресурси боље користе. Развојно планирање евалуирају школски инспектори, а и директор школе подноси извештај школском одбору. Сам развојни план садржи циљеве који би требало да буду разумљиви свима, па и онима који струковно нису везани за школу, да буду повезани са приоритетима школе и да проистичу из ваљане евалуације. Овај план садржи и слику школе, а која је заснована на систематској евалуацији кључних области рада школе. Процена се врши на основу индикатора квалитета учења, наставе итд. Ово је важно да би се одредиле области чији је развој приоритетан. Потом, у развојном плану су описи акција које се предузимају. Број пројеката при томе зависи од добрих и лоших страна школе, искоришћености ресурса, стручности наставника и сличног, а разликује се од школе до школе. Такође, описане су и наставне методе. Систем обавештавања о сваком постигнућу је редован и односи се на све интересне групе.

### Ирска
У Ирској је 1999. покренута тзв. Иницијатива за развојно планирање у школама (School Development Planning Initiative, скраћено SDPI). Иницијатор је било Одељење за образовање и науку. Циљ је био стимулација и јачање културе заједничког планирања у школама, као и промовисање школа које се усавршавају и које раде ефикасно. Ова иницијатива је у наредних једанаест година помагала школама путем семинара, радионица, курсева, као и материјала у штампаном облику и на интернету. Иницијатива је сарађивала и са другим релевантним институцијама. Од 2009. постала је део Службе за подршку другог нивоа (Second Level Support Service). Због рационализације, наредне године је Иницијатива укинута, а место ње се оформила Служба за професионално усавршавање (Professional Development Service) мултидисциплинарног карактера. Ипак, документи ове организације су остали доступни. Један од докумената је и школско развојно планирање за средње школе. Према том приручнику, већ од 1967. Ирска је увела тзв. слободно образовање и у годинама које су уследиле, брзина и обим промена у систему образовања су мотивисале разне школе, али и организације, да се позабаве развојним планирањем. На овом нивоу школства, формални предлог за израду школског развојног планирања је донесен 1992. То је био тзв. „Зелени папир“ са насловом „Образовање за другачији свет“. Предлог је садржавао годишњи план, који је доносио директор у сарадњи са колективом, а који је одобравао Управни одбор. План је дефинисао циљеве школе, као и политику школе у вези са кључним областима, курикулум, организацију, стање и развој колектива и везе које школа има са својом околином. У извештају Националне просветне конвенције 1994. показана је потреба за ширим планирањем са фокусом на развоју и унапређењу. Предложено је да план буде из два дела. Један би садржавао релативно сталне карактеристике школе, а други акционе планове за развој школе, односно њене приоритете. Указано је и на потребу укључивања различитих партнера у живот школе, попут родитеља, покровитеља и менаџмента. Наредне године, донесен је документ „Бели папир“ са називом „Одређивање наше будућности у образовању“ где је фактички подржан поменути извештај и где се указало на потребу публикације годишњих извештаја о реализацији плана школе. Деветогодишњи рад је кулминирао 1998. законом о образовању, где је између осталог предвиђено да одговорност око израде плана школе припада Управном одбору, који мора и да га редовно проверава и ажурира. Закон захтева једнакост у приступу и учешћу, посебно особа са инвалидитетом и уопште особа са посебним потребама. То подразумева и учешће свих интересних група. И у зеленом и у белом папиру је предвиђено да ће бити дате званичне смернице као помоћ школама. При томе, смернице (брошуре) су прављене тако да узимају у обзир да је свака школа јединствена и да ће током процеса школе бити у различитим фазама у исто време и у односу на национални ниво. Зато су смернице флексибилне и мотивишу школе да процес прилагоде својим потребама и условима у којима раде. Сам процес се базира на неколико претпоставки. Једна од њих је да је квалитет образовања у школама заснован на компликованим и међусобно зависним факторима, па планирање захтева координацију. Потом, планом би требало да буду обухваћени сви актери школског живота, али је главни чинилац квалитетног образовања стручност наставника. Зато је планом потребно обезбедити и стручно усавршавање. Само планирање се састоји од неколико корака; утврђивања стања у школи, посебно ЕТОС-а, образовања и циљева, као и разних других фактора који ће имати утицаја, очекивани ниво ресурса и менаџмент; дефинисање циљева, који би требало да су мерљиви и начина како ће их постићи. Кључно за успех оваквог планирања је способност школа да изврше самопроцену, а од помоћи су им већ разрађени алати, као и релевантне информације. Постоје прописи шта план мора да садржи, а то су поменути кораци разрађени по ставкама. Програм за просперитет и правичност 2000. идентификовао је школско развојно планирање као основу за достигнућа система управљања за први и други ниво школовања. Већ наредне године, развојно планирање је инкорпорирано у акциони план Одељења за едукацију и науку. У годинама које су уследиле, значај развојног планирања је потврђиван као кључни елемент успеха у образовању, да би законом у образовању, према члану 20, постало обавезно за све школе. Постоје и инспекцијски прегледи документације по школама. Један такав је проверавао напредовање 23 средње и 46 основних школа у северној Ирској и утврђени су неки проблеми у самом планирању (неке школе су претерале у броју својих приоритета, док је другима била потребна помоћ да их уопште одреде), али и добре стране у њиховом раду.

### Босна и Херцеговина
Свака кантонална јединица у Федерацији Босни и Херцеговини има своје Министарство просвете и сопствени закон о образовању, док федерално министарство врши координацију. Многе невладине организације у овој земљи се баве васпитно-образовним процесом, па тако и развојним планирањем са циљем обуке за рад на развоју школа, спровођењем демократских промена и међуетничке сарадње. Постигнућа су не само пројекти које су школе реализовале, већ и оснивање професионалног удружења сарадника који раде на развоју школа и публикација књиге „Школа у покрету“. Све ово је одобрило Министарство просвете, а учешће имају и педагошки заводи. Постоји мрежа школа које су ушле у процес развојног планирања. Тако су три школе из ове земље направиле пројекат „Родитељ — важан партнер школе“, са циљем да се родитељи укључе у рад школе. Формирано је Удружење родитеља на нивоу школе, а родитељи учествују и у Савету и на Конференцији школе. Васпитне мере у породици су усклађене са истим мерама у школи. Током писања предлога за овај пројекат узети су у обзир услови у којима школе раде, а наишло се на низ проблема. Најпре, било је потребно више времена да би се постигао очекивани квалитет. Наставници су показали бојазан да ће превелико уплитање родитеља угрозити њихову позицију, а ученици старијих разреда да ће то имати негативан утицај на њихово осамостаљивање. Међутим, руководеће структуре општине и кантона су, заједно са родитељима, показале велико интересовање и пружиле подршку. Родитељи су укључени у разне видове живота школе, па су између осталог, могли да присуствују седницама Наставничког већа и да учествују у припреми приредби и радионица. Евалуација је указала на потребу да се Удружење родитеља повеже са сличним асоцијацијама у земљи и иностранству.

#### Република Српска
Република Српска има своје Министарство просвјете и културе Републике Српске и сопствени закон о образовању. Образовни план и програм у области предшколског, основног и средњег образовања доноси Педагошки завод Републике Српске. Наставни план и програм се доноси трајно, а подложан је сталним изменама и допунама ради побољшања. У самом процесу стварања, промена, допуна и побољшања наставног плана и програма, учествују: школе, наставници, Министарство просвјете и културе Републике Српске, факултети за обуку наставничког кадра, као и друге повезане агенције и субјекти.

### Црна Гора
Према инструкцијама за развојно планирање у Црној Гори, планирање подразумева неколико корака, који се уносе у обрасце са већ датом формом. Најпре се описује тренутно стање у школи које подразумева квантитативне податке, попут постигнућа ученика и квалитативан опис, попут везе школе са локалном средином. Из ове анализе следи одређивање приоритетног развоја школе, као и ширих и ужих циљева, који треба да буду јасни, мерљиви, усмерени ка побољшању квалитета и да укључују све интересне групе у процес. Заправо, циљеви би требало да буду „паметни“ (енгл. SMART); специфични (Specific), мерљиви (Measurable), остварљиви (Achievable), релевантни (Resource bond) и временски ограничени (Time constrained). Када се изради тзв. акциони план, прибегава се имплементацији, али и мониторингу и евалуацији, како би се сагледала испуњеност плана и одредили наредни кораци. Мониторинг се ради у току саме реализације и он олакшава ефективну имплементацију. Евалуација се спроводи на крају циклуса. Препоруке су да се приликом писања плана користи терминологија произашла из школског образовног система ове земље, али да опет треба да буде јасна и људима који струковно нису везани за школе. Овај план би требало да буде заснован на потребама тржишта рада, интересовању и потребама ђака за личним усавршавањем и релевантним локалним и националним стратешким документима. Ови документи не морају нужно да буду само из области образовања, већ могу бити и у вези са развојем појединих индустријских грана битним за подручје где се школа налази. Утицај спровођења плана се огледа у различитим областима, а кроз напредовање ученика, односно њихова постигнућа, бољу мотивацију наставника и информисаност околине о раду школе.

### Србија
У школама у Србији, током развојног планирања настаје развојни план, документ који се доноси за период од три до пет година. У изради учествују све интересне групе, што је вишеструко корисно, између осталог и због већег броја идеја и иницијатива, али и веће објективности. Овај план садржи „слику“ школе, процену потреба школе, приоритетне правце развоја, начине њиховог остваривања, носиоце активности и вредновање успешности. Како ће овај план изгледати, зависи од саме школе, јер нема унапред прописану форму. Оно на чему се инсистира је да буде одраз специфичности школе. Он мора да буде јаван и доступан свима, а може да буде основа за односе са јавношћу јер пружа важне информације о раду школе.

### Развој школства
Школство у Србији почиње да се развија још у 17. веку. Тада почиње са оснивањем школа при католичким манастирима у данашњој Војводини, и код приватних учења, где је настава била на српском и грчком језику. Међутим, образовање се јавља још у 12. веку, у манастирима под утицајем Свети Саве. Поред Светог Саве за развој образовања значајни су и учитељи Максим Суворов (отворио Славјанску школу) и после њега Емануел Козачински (који ће отворити Латинску школу) ( https://sites.google.com/site/karlgimn1/o-skoli/istorijat-skole. Недостаје или је празан параметар |title= (помоћ) Архивирано на веб-сајту  (30. септембар 2013)).

### Школски систем у Србији у 14. веку
„Пре 14. века српски народ је лишен своје државе и основних друштвених и културних установа. Основне школе, у најпримитивнијем облику, постојале су у српским крајевима и под турском и под аустријском власти (у Пећи, Ваљеву, Београду, Карловцима, Будиму и по многим манастирима и парохијским домовима).“ .
У Србији су у то време постојале следеће врсте основних школа: основне (мушке и женске), средње (гимназије, полугимназије, реалка, гимназијске реалке, виша женска школа и богословија) и виша (Лицеј, односно касније Велика школа) ( https://sites.google.com/site/karlgimn1/o-skoli/istorijat-skole. Недостаје или је празан параметар |title= (помоћ) Архивирано на веб-сајту  (30. септембар 2013)).

### Школски систем током деведесетих година 20. века
Промене у овом периоду су биле под утицајем друштвених, политичких и економских промена. Дешава се делимична реконструкција школског система и то у следећем сегментима: „промене у структури и организацији школског система; промене у области управљања школским системом и школским радом; промене у програмској основи наставног и школског рада“ .
„Структурално-организационе промене односиле су се на укидање средњег усмереног образовања и поново увођење гимназија и средњих стручних школа. Израженија државна контрола у домену оснивања, регулисања и финансирања школског рада (тј. израженија етатизација у домену васпитно-образовне делатности), с једне стране, као и постепена приватизација у области васпитања и образовања, с друге стране, чиниле су суштину промена у области управљања школским системом. Промене у програмској основи школског рада биле су усмерене на модификовање постојећих наставних планова и програма с циљем да се смањи ниво идеологизације наставних садржаја“ .

### Промене у школском систему Србије после 2001. године
Једна од промена је децентрализација школског система (преношење овлашћења са централног, на регионални, локални и школски ниво). Демократизација васпитно-образовног процеса која подразумева постизање једнакоправности у образовању свих категорија корисника, тј. доступности квалитетног образовања свима. И побољшање квалитета образовања где се развијају унутрашња и спољашња евалуација система образовања, професионални развој наставника и свих запослених (Хебиб и Спасеновић. 373–383; Станисављевић-Петровић и Цветковић. 181–196).

### Школски систем данас у Србији
Наш школски систем се састоји од три нивоа: основног образовања, средњег образовања и високог образовања.

### Основно образовање у Србији
Основно образовање је Законом дефинисано као основно право сваког детета (још 1958. године уведено је обавезно универзално и бесплатно осмогодишње образовање). Основно образовање и васпитање је делатност од непосредног друштвеног интереса и остварује се као јавна служба. Делатност основног образовања се обавља у основној школи, основна школа за образовање одраслих, основна музичка школа, основна балетска школа, основна школа за ученике са сметњама у развоју (Национални просветни савет, 2011; Закон о основном образовању и васпитању, 2013).
Основна школа траје 8 година. Она даје прва, почетна, елементарна знања. Она је базична установа, представља темељ за даље образовање. Основна школа има општеобразовни карактер. Подељена је на два циклуса (од првог до четвртог разреда, разредна настава и од петог до осмог разреда, предметна настава). Школа је обавезна, и похађање је законом регулисано. Основна школа је бесплатна и најмасовнија установа за васпитање и образовање младих (Трнавац и Ђорђевић, 1995).

### Средње образовање у Србији
Средње образовање је усмерено ка даљем школовању и оспособљавање ученика за рад. Средње школе се деле на општеобразовне, стручне и уметничке школе. Општеобразовне школе пружају опште образовање и имају улогу припреме за даље образовање. Стручне образовање омогућава оспособљавање ученика за рад и укључивање у свет рада. Средње образовање може бити у четверогодишњем и трогодишњем трајању (Станисављевић-Петровић, 2011).
Делатност средњег образовање се остварује у гимназијама, стручној школи, уметничкој школи, мешовитој школи (гимназији и стручној или уметничкој школи), школи за ученике са сметњама у развоју (Закон о средњем образовању и васпитању, 2017).

### Високо образовање у Србији
„Високо образовање се остварује кроз програме академских и струковних студија (основне академске и основне струковне студије; академске студије – мастер, специјалистичке струковне и специјалистичке академске студије; докторске академске студије)“ .
Делатност високошколског образовања се одиграва у следећим установама: универзитет односно факултет или уметничка академија, академија струковних студија, висока школа и висока школа струковних студија (Станисављевић-Петровић, 2011).
На академским студијама изводи се академски студијски програм, који оспособљава студенте за развој и примену научних, уметничких и стручних достигнућа. Сваки предмет из студијског програма или кратког програма студија исказује се бројем одговарајућих ЕСПБ бодова, а обим програма се изражава збиром ЕСПБ бодова. Збир од 60 ЕСПБ бодова одговара просечном укупном ангажовању студента у обиму 40-часовне радне недеље током једне школске године (Закон о високом образовању, 2017).